# East of the Sun, West of the Moon
East of the Sun, West of the Moon – czwarty album norweskiej grupy a-ha, wydany 27 października 1990 roku.

## Lista utworów
1. "Crying In The Rain"  – 4:25
2. "Early Morning"  – 2:59
3. "I Call Your Name"  – 4:54
4. "Slender Frame"  – 3:42
5. "East Of The Sun"  – 4:47
6. "Sycamore Leaves"  – 5:22
7. "Waiting For Her"  – 4:49
8. "Cold River"  – 4:40
9. "The Way We Talk"  – 1:30
10. "Rolling Thunder"  – 5:43
11. "(Seemingly) Non-stop July"  – 2:55

## Listy tygodniowe
| Lista               | Kraj            | Pozycja |
| ------------------- | --------------- | ------- |
| VG-Lista            | Norwegia        | 1       |
| Ö3 Austria Top 40   | Austria         | 23      |
| UK Albums Chart     | Wielka Brytania | 12      |
| Schweizer Hitparade | Szwajcaria      | 16      |